# StarCraft (série)
StarCraft é uma franquia de ficção científica militar criada por Chris Metzen e James Phinney, e de propriedade da Blizzard Entertainment. A série se foca na luta pela dominância galáctica entre três espécies - os adaptáveis e móveis Terrans, os insectoides Zergs, e os enigmáticos Protoss - em uma distante parte da Via Láctea conhecida como Koprulu Sector, no início do 26° século. A série estreou com o jogo StarCraft em 1998. Desde então, ela cresceu e passou a incluir um número de outros jogos, assim como oito romantizações, dois artigos Amazing Stories, um jogo de tabuleiro, e outras mercadorias licenciadas, como estátuas colecionáveis e brinquedos.
A Blizzard Entertainment começou a planejar StarCraft em 1995, com o time de desenvolvimento liderado por Metzen e Phinney. O jogo estreou na E3 de 1996, usando o motor de jogo de Warcraft II. StarCraft também marcou a criação do departamento de filmes da Blizzard Entertainment; o jogo introduziu cinemáticas em alta qualidade integrais para o enredo da série. Grande parte do time de desenvolvimento original de StarCraft retornou para trabalhar no pacote de expansão oficial, Brood War; o desenvolvimento do jogo começou pouco depois do lançamento de StarCraft. Em 2001, StarCraft: Ghost começou a ser desenvolvido pela Nihilistic Software. Diferentemente dos jogos de estratégia em tempo real anteriores da série, Ghost seria um jogo de ação-stealth. Depois de três anos de desenvolvimento, o trabalho no jogo foi adiado em 2004. O desenvolvimento de StarCraft II começou em 2003; o jogo foi, depois, anunciado em 19 de Maio de 2007 e lançado em 27 de Julho de 2010.
O jogo original e sua expansão oficial foram considerados como referência para jogos de estratégia em tempo real de sua época. A série alcançou uma sólida base de fãs ao redor do mundo, principalmente na Coreia do Sul, onde jogadores profissionais e times participam em partidas, ganham patrocínio, e competem em partidas televisionadas. Até 31 de Maio de 2007, StarCraft e Brood War venderam quase 10 milhões de cópias. Além disso, a série recebeu uma estrela na Walk of Game de 2006, e possui quatro Guinness World Records no Guinness World Records Gamer's Edition de 2008.

## Enredo
A história se foca nas atividades de três espécies numa parte da Via Láctea conhecida como Koprulu Sector. Milênios antes de qualquer desses eventos dos jogos acontecerem, uma espécia conhecida como Xel'Naga gerou genéticamente os Protoss e depois os Zergs, numa tentativa de criar seres perfeitamente puros. Esses experimentos produzieram efeitos negativos, e os Xel'Naga foram praticamente destruídos pelos Zergs. Décadas antes do início do StarCraft, em 2499, o duro governo da Terra, United Earth Directorate (UED), ou "Congregação da Terra Unificada", cria um programa de colonização como parte de uma solução para a superpopulação do planeta. Entretanto, os computadores que controlam as naves coloniais apresentam defeito, levando os colonos Terranos para muito longe de seu curso, alcançando o espaço dos Protoss. Sem contato com a Terra, eles formam várias facções para manter seus interesses. Intrigados pelo comportamento e mentalidade dos Terranos, os Protoss continuam escondidos para examiná-los, enquanto os protegem de outras ameaças sem o seu conhecimento. Porém, os Zergs atacam os Terrans com o objetivo de assimilação, para aproveitar seu potencial psiônico, forçando os Protoss a destruírem colônias contaminadas para conter a infestação Zerg.
StarCraft começa alguns dias após o primeiro desses ataques, onde o governo Terrano predominante, a Confederação dos Homens, entra em pânico enquanto é atacada por ambos os Zergs e os Protoss, em adição às crescentes atividades rebeldes contra seu poder, lideradas por Arcturus Mengsk. A Confederação eventualmente sucumbe aos rebeldes de Mengsk quando eles usam tecnologia da confederação para atrair os Zergs para atacar a sua capital, Tarsonis. No vácuo de poder consequente, Mengsk coroa a si mesmo como imperador de uma nova Supremacia Terrana. Entretanto, durante seu assalto à Tarsonis, Mengsk permite que os Zergs capturem e infestem sua agente psíquica, Sarah Kerrigan. Essa traição faz com que Jim Raynor, outro comandante de Mengsk, o deserte junto com um pequeno exército. Tendo recuado com Kerrigan para seu conglomerado de comeias principal, os Zergs são atacados pelas forças Protoss comandadas por Tassadar e o dark templar Zeratul. Através do assassinato de Zasz, um cerebrate Zerg, Zeratul inadvertidamente permite que o Overmind descubra a localização do planeta natal dos Protoss, Aiur. O Overmind rapidamente lança uma invasão para assimilar os Protoss e obter perfeição genética. Perseguido por sua própria raça como um herege, por se aliar aos dark templars, Tassadar retorna com Zeratul para Aiur, e com a ajuda de Raynor e do templar Fenix, Tassadar lança um ataque contra o Overmind, sacrificando a si mesmo para matar a criatura.
Em Brood War, os Protoss agora são liderados por Zeratul e Artanis. Eles começam a evacuar a população sobrevivente de Aiur para o planeta natal dos dark templars, Shakuras, sob uma frágil aliança entre os dois ramos da raça Protoss. Em Shakuras, eles são enganados por Kerrigan para atacar os Zergs e avançar os objetivos de Kerrigan de obter o poder sobre o enxame. Essa mentira vem depois que ela revela que um novo Overmind entrou em encubação. Enquanto isso, a Terra decide entrar em ação no setor, enviando uma frota para conquistar a Supremacia Terrana e capturar o novo Overmind. Apesar de conseguir derrubar a capital da Supremacia, Korhal, e escravizar o Overmind, os esforços da UED para capturarem Mengsk são frustrados por um agente duplo trabalhando para Kerrigan, Samir Duran. Kerrigan, aliando-se com Mengsk, Fenix e Raynor, lança uma campanha contra a UED, recapturando Korhal. Entretanto, ela trai seus aliados; Fenix e Duke ambos morrem durante os ataques. Kerrigan, mais tarde, chantageia Zeratul para matar o novo Overmind, dando a ela controle total sobre o enxame Zerg. Depois de derrotar um ataque de retaliação dos Protoss, da Supremacia e da UED, consequentemente destruindo as últimas frotas da UED, Kerrigan e seus enxames Zergs se tornam o poder dominante no setor.

## Jogos
A série StarCraft inclui um grupo de títulos que carregam o enredo principal. Esses jogos foram lançados em ordem cronológica, com cada novo título seguindo os eventos que aconteceram no título anterior. Um segundo jogo completo, StarCraft II: Wings of Liberty, foi lançado em 27 de Julho de 2010, acontecendo quatro anos após o fim de Brood War. Duas expansões, Heart of the Swarm e Legacy of the Void, foram lançadas depois. Todos os jogos da série principal são do estilo estratégia em tempo real, onde o jogador vê os eventos como um comandante militar, para cada uma das três raças. Além disso, dois títulos spin-offs foram lançados; esses foram pacotes de expansão autorizados para o jogo original, que se foca em outros personagens e acontecimentos da linha do tempo da história principal. Como a série principal, esses dois títulos também são de estratégia em tempo real. Um spin-off, StarCraft: Ghost, que seria um jogo de ação-stealth em terceira pessoa, estava em desenvolvimento, mas foi interrompido.

### Série principal

#### StarCraft
StarCraft, lançado para Windows em 31 de Março de 1998, é o primeiro jogo da série StarCraft. Um jogo de estratégia em tempo real de ficção científica que se passa em um distante setor da Via Láctea. Uma versão do jogo para Mac OS foi lançado pela Blizzard Entertainment em Março de 1999. Um port para Nintendo 64, incluindo StarCraft, Brood War, e uma nova missão secreta, "Resurrection IV", foi lançado nos Estados Unidos em 13 de Junho de 2000. A história do jogo gira ao redor do aparecimento de duas raças alienígenas no espaço Terrano, e a tentativa de cada raça de sobreviver e se adaptar às outras. O jogador assume três papéis durante o curso das três campanhas: um governador colonial da Confederação que se torna um comandante revolucionário, um cerebrate Zerg avançando a doutrina de assimilação de sua espécie, e o executor de uma frota Protoss encarregado de defender os Protoss dos Zergs. StarCraft logo ganhou aclamação crítica, vencendo diversos prêmios, inclusive sendo considerado "o melhor jogo de estratégia em tempo real já produzido" e sendo colocado, pela IGN, em sétimo lugar na lista dos melhores jogos de todos os tempos em 2003 e 2005, e em décimo primeiro lugar em 2007.
Uma versão remasterizada do jogo foi lançada em 14 de agosto de 2017, enquanto a versão original foi disponibilizada gratuitamente no site da Blizzard.

#### StarCraft: Brood War
StarCraft: Brood War é o pacote de expansão oficial para StarCraft, desenvolvido pela Blizzard Entertainment e pela Saffire. Lançado para Windows e Mac OS nos Estados Unidos em 30 de Novembro de 1998, a expansão continua diretamente os eventos do StarCraft. A história da expansão continua apenas dias depois da conclusão do jogo original. Ela começa com as dificuldades dos Protoss em garantir a sobrevivência de sua espécia e continua com a intervenção da Congregação da Terra Unificada em assuntos dos Terranos do local. A sobrevivência de ambos os Protoss e do governo da Terra é ameaçada pelo incessante aumento de poder de Sarah Kerrigan e seus Zergs. Além disso, a expansão introduz novas características e melhorias. Um total de sete novas unidades com diferentes funções e habilidades foi incluído, o comportamento da inteligência artificial foi modificado, novos tilesets gráficos de terreno foram introduzidos e o editor de mapas do jogo recebeu melhores ferramentas de script para facilitar o uso de cutscenes no motor de jogo. A expansão recebeu aclamação crítica por consertar diversos problemas de balanceamento do jogo original, atenção no desenvolvimento igual ao de um jogo completo e por continuar com companhas single player que eram muito ligadas ao enredo.

#### StarCraft II: Wings of Liberty
StarCraft II: Wings of Liberty é a sequência oficial de StarCraft: Brood War lançado para Windows e Mac OS X pela Blizzard Entertainment, em 27 de Julho de 2010. O jogo foi anunciado no Worldwide Invitational da Coreia do Sul, em 19 de Maio de 2007, com um trailer cinemático pré-renderizado e uma demonstração de jogabilidade dos Protoss. Mais demonstrações a respeito das novas características do jogo foram apresentadas nas BlizzCons subsequentes, e outras convenções de jogos. O jogo incorpora um novo motor de gráficos 3D e adiciona novas características, como o motor de física Havok. StarCraft II também incorpora o DirectX 10. Originalmente previsto como um jogo único, StarCraft II foi dividido em três partes durante o processo de desenvolvimento, com cada parte se focando em uma raça. O jogo base, Wings of Liberty, segue os Terrans, enquanto os dois pacotes de expansão, Heart of the Swarm e Legacy of the Void, serão lançados para complementar o Wings of Liberty e avançar a história do ponto de vista dos Zergs e Protoss, respectivamente. A história do Wings of Liberty continua quatro anos após a conclusão do Brood War, e gira ao redor dos problemas de Jim Raynor contra a Supremacia Terrana.
O Wings of Liberty é um dos jogos de estratégia mais vendido de todos os tempos, com mais de 3 milhões de cópias comercializadas no seu primeiro mês.

#### StarCraft II: Heart of the Swarm
Wings of Liberty foi seguido, três anos depois, pela expansão StarCraft II: Heart of the Swarm  em 12 de março de 2013, como a segunda parte da trilogia de StarCraft II. Foram incorporados neste pacote novas unidades e mais atualizações no modo multiplayer, se comparado com seu antecessor, além de uma nova campanha, que foca a história na raça Zerg.

#### StarCraft II: Legacy of the Void
A última expansão do Starcraft II foi lançado em novembro de 2015, chamado StarCraft II: Legacy of the Void. Bem recebido pela crítica e pelo público, ele fechou a trilogia e concluiu a história da saga.

### Títulosspin-off
O sucesso de StarCraft estimulou a criação de dois títulos spin-offs autorizados para o StarCraft, assim como uma variação para um gênero diferente do estratégia em tempo real.

#### Insurrection
Insurrection foi o primeiro pacote add-on lançado para StarCraft. Apesar de desenvolvido e publicado pela Aztech New Media, foi autorizado pela Blizzard Entertainment. Foi lançado para PC em 31 de Julho de 1998. A história da expansão se foca numa colônia da Confederação Terrana durante o curso das primeiras campanhas do StarCraft. Como no StarCraft, o jogador toma controle de cada raça em três campanhas separadas. Na primeira campanha, colonizadores Terranos tentam se defender da invasão Zerg no setor, assim como de uma insurreição iminente. A segunda campanha tem o jogador controlando uma força-tarefa Protoss enviada para limpar a infestação Zerg da colônia, usando todos os meios necessários. Na campanha final, o jogador assume o papel de um cerebrate Zerg, cujo objetivo é destruir toda a oposição na superfície do planeta. A expansão contém 30 missões e mais de 100 novos mapas multiplayer, apesar de não incluir conteúdo novo, como novas unidades e terrenos. Insurrection recebeu crítica de reviewers por deixar a desejar na qualidade do jogo original e não está amplamente disponível. Apesar do add-on ter sido autorizado pela Blizzard Entertainment, eles não oferecem comentários sobre apoio ou disponibilidade do jogo.

#### Retribution
Retribution é o segundo de dois pacotes autorizados de expansão para StarCraft. O add-on foi desenvolvido pela Stardock e publicado pela WizardWorks Software. Foi lançado para PC no final de 1998. O jogo se passa durante a segunda campanha de StarCraft, girando ao redor da aquisição de um cristal de imenso poder conectado aos Xel'Naga. Dividido em três campanhas, o jogador assume os papéis de um executor da frota Protoss, um comandante da força-tarefa da Supremacia e um cerebrate Zerg, todos encarregados de obter o cristal de uma colônia da Supremacia e sair do planeta o mais rápido possível. Assim como seu predecessor, Retribution não inclui nenhuma característica inovadora na jogabilidade, além das campanhas singleplayer e abundantes mapas multiplayers. O add-on não foi bem recebido pela crítica, e foi considerado de nível mediano, mas desafiador. Retribution não está amplamente disponível, e a Blizzard Entertainment não oferece comentários sobre apoio ou disponibilidade do jogo.

#### StarCraft: Ghost
StarCraft: Ghost é um jogo de stealth para console, desenvolvido sob a supervisão da Blizzard Entertainment. Anunciado em 2002, o jogo foi constantemente adiado devido a vários problemas, mais notavelmente uma mudança no time de desenvolvimento da Nihilistic Software para Swingin' Ape Studios, em Julho de 2004. Enquanto as atualizações para o jogo se tornavam menos frequentes e os gráficos e mecanismos de jogo ficavam mais desatualizados, suspeitas cresceram de que a Blizzard cancelaria o jogo. Em 24 de Março de 2006, a Blizzard adiou o desenvolvimento do jogo por tempo indeterminado. A história do jogo é baseada em Nova, uma agente ghost psíquica contratada pela Supremacia. Apesar de ser frequentemente usado como exemplo de jogo no "limbo do desenvolvimento", Rob Pardo, da Blizzard, indicou que gostaria que o jogo fosse finalizado no futuro, e a Blizzard Entertainment se recusa a listar o jogo como cancelado.

## Desenvolvimento

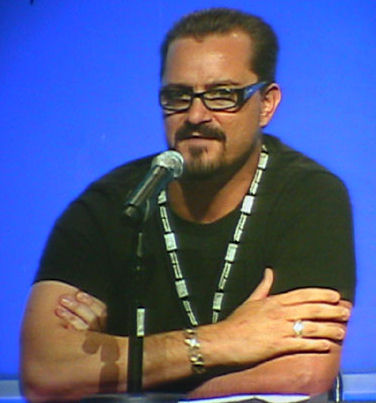
Chris Metzen, junto com James Phinney, liderou o projeto de StarCraft e criou o universo fictício da série.

A Blizzard Entertainment começou a planejar o desenvolvimento de StarCraft em 1995, logo após o início do desenvolvimento de Diablo. O desenvolvimento foi liderado por Chris Metzen e James Phinney, que também criaram o universo fictício do jogo. Usando o motor de jogo de Warcraft II como base, StarCraft estreou na E3 1996. O sucesso do jogo estimulou a criação de dois add-ons autorizados, que foram lançados em 1998. Entretanto, nenhum dos dois foi bem recebido pela crítica. StarCraft também marcou a estreia do departamento de filmes da Blizzard Entertainment. Anteriormente, cutscenes cinemáticas eram vistas apenas como preenchedores de espaço, que geralmente desviavam do jogo, mas com StarCraft e Brood War introduzindo cinemáticas de alta qualidade integradas com o enredo da série, a Blizzard Entertainment é citada como tendo mudado essa percepção e se tornou uma das primeiras empresas do ramo a elevar o nível padrão de tais cutscenes.
O sucesso de StarCraft também inspirou a desenvolvedora Microstar Software a lançar um add-on não autorizado, chamado Stellar Forces, em Maio de 1998. A Blizzard Entertainment consequentemente entrou com uma ação contra a Microstar por vender o add-on, argumentando que o produto não foi autorizado e foi criado usando o editor de mapas do StarCraft, sendo uma quebra da licença de uso.
| “ | Nós acreditamos que devemos combater agressivamente a venda e distribuição de add-ons não autorizados, associados com nossa propriedade. Em nossa opinião, Stellar Forces não alcança nem o nível padrão da Blizzard, nem a expectativa dos nossos clientes. Como jogadores, nós nos sentimos obrigados a prevenir a venda de produtos não autorizados que não adicionem valor à experiencia do StarCraft. | ” |

Em Novembro de 1998, a Blizzard Entertainment venceu o processo contra a Microstar Software. No acordo, a Microstar concordou em pagar uma quantia não revelada como punição por danos causados, além de destruir todas as cópias restantes de Stellar Forcess em sua posse e de se desculpar formalmente à Blizzard Entertainment.
Depois do lançamento dos primeiros dois pacotes autorizados, a Blizzard Entertainment anunciou o pacote oficial de expansão do StarCraft, chamado Brood War. Grande parte do time da Blizzard Entertainment responsável por StarCraft retornou para trabalhar no Brood War. Desenvolvimento do Brood War começou pouco depois do lançamento de StarCraft, e a Blizzard Entertainment recebeu ajuda de membros da Saffire, que foram contratados para uma variedade de tarefas, desde programação à projeto de níveis e efeitos visuais e de áudio.
Em 2001, StarCraft: Ghost começou a ser desenvolvido pela Nihilistic Sofware, planejado para ser lançado para Xbox, PlayStation 2 e Nintendo GameCube no final de 2003. Diferentemente dos títulos de estratégia em tempo real anteriores, Ghost seria um jogo de ação tática em terceira pessoa. Apesar da recepção da imprensa ser positiva quanto à direção que o jogo estava tomando, o jogo foi consistentemente adiado, e durante o terceiro trimestre de 2004, a Nihilistic Software descontinuou seu trabalho com o projeto. A Blizzard afirmou que a Nihilistic havia completado as tarefas pela qual havia sido contratada e que o jogo seria lançado como planejado. StarCraft II foi anunciado em 19 de Maio de 2007, quase uma década após o original, no Blizzard Worldwide Invitational em Seul, Coreia do Sul. StarCraft II estava em desenvolvimento sob o codinome Medusa, com lançamento para Windows XP, Windows Vista e Mac OS X. A Blizzard anunciou a data de lançamento para 27 de Julho de 2010. O desenvolvimento do jogo começou em 2003, pouco depois do lançamento de Warcraft III: The Frozen Throne.

## Livros

### Série original
1. Liberty's Crusade (2001) (por Jeff Grubb)
2. Shadow of the Xel'Naga (2001) (Kevin J. Anderson; como Gabriel Mesta)
3. Speed of Darkness (2002) (por Tracy Hickman)
4. Queen of Blades (2006) (por Aaron Rosenberg)
5. I, Mengsk (2008) (por Graham McNeill)
6. Evolution (2016) (por Timothy Zahn)

#### Livro relacionado
- The Starcraft Archive (2007) (Inclui os 3 primeiros livros, mais a novela Uprising por Micky Neilson)

### StarCraft: Ghost
1. Nova (2006) (por Keith R. A. DeCandido)
2. Spectres (2011) (por Nate Kenyon)

### Starcraft: Dark Templar
(por Christie Golden)
1. First Born (2007)
2. Shadow Hunters (2007)
3. Twilight (2009)

### Starcraft II
1. Heaven's Devils (2010) (por William C. Dietz)
2. Devils' Due (2011) (por Christie Golden)
3. Flashpoint (2012) (por Christie Golden)

## Produtos
Diversas action figures e estátuas colecionáveis baseadas nos personagens e unidades de StarCraft foram produzidos pela ToyCom. Várias maquetes, feitas pela Academy Plastic Model, também foram produzidas, apresentando versões em escala de 1/30 das unidades marine e hydralisk. Além disso, a Blizzard se uniu com a Fantasy Flight Games para criar um jogo de tabuleiro baseado no universo do StarCraft. A Blizzard também permitiu que a Wizards of the Coast produzissem um jogo baseado no Alternity, chamado StarCraft Adventures.

## Recepção e impacto cultural
| Jogo                             | GameRankings       | Metacritic         |
| -------------------------------- | ------------------ | ------------------ |
| StarCraft                        | 93% (PC) 77% (N64) | 88% (PC) 80% (N64) |
| Insurrection                     | 48%                | —                  |
| Retribution                      | —                  | —                  |
| StarCraft: Brood War             | 96%                | —                  |
| StarCraft II: Wings of Liberty   | 92%                | 93%                |
| StarCraft II: Heart of the Swarm | 86.39%             | 86                 |
| StarCraft II: Legacy of the Void | 87.67%             | 88                 |

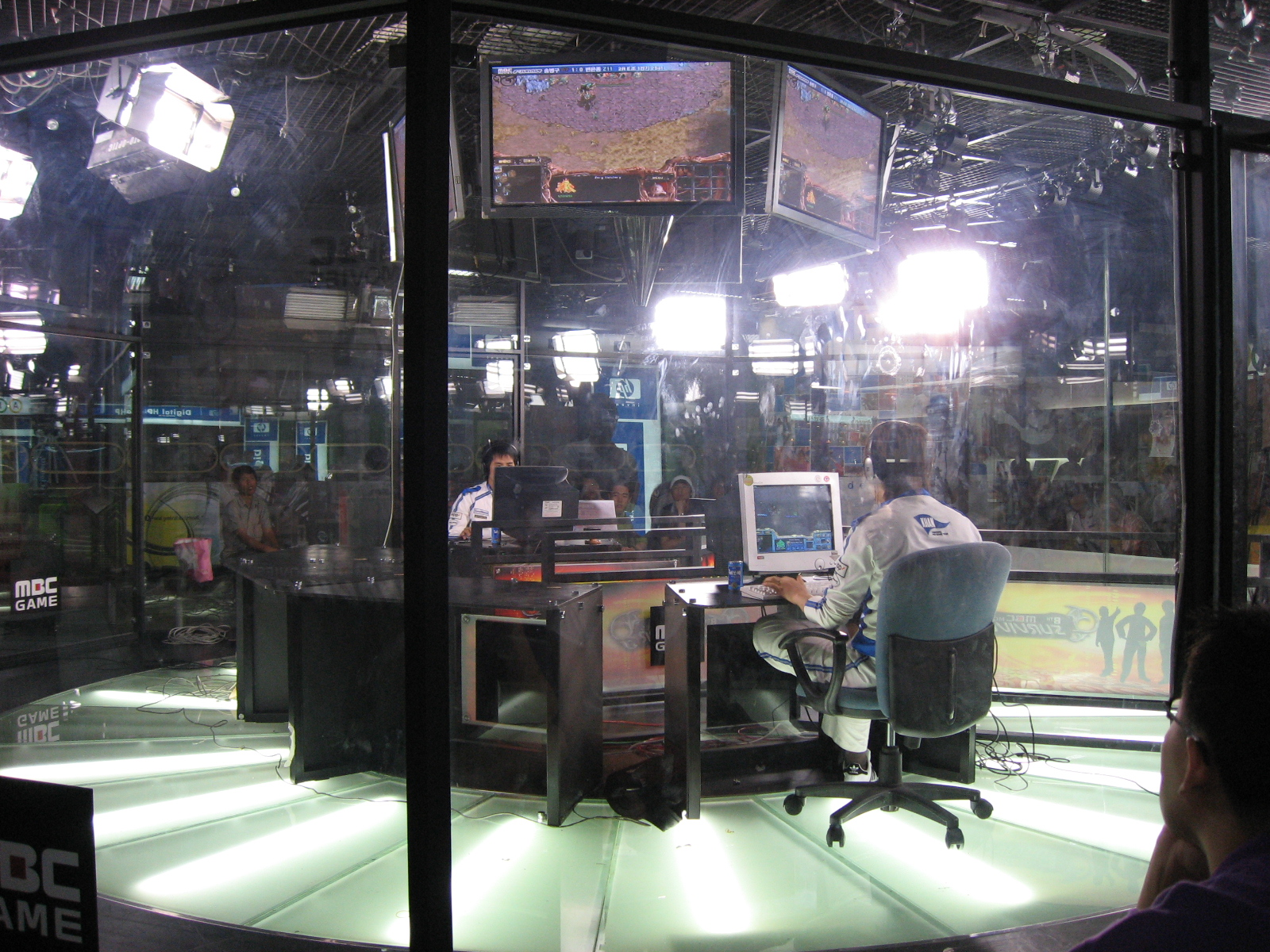
Uma partida de StarCraft na Coréia do Sul, televisionada pela MBCGame

A série StarCraft foi um sucesso comercial. Depois de seu lançamento, StarCraft se tornou o jogo de computador mais vendido do ano, vendendo mais de 1.5 milhões de cópias ao redor do mundo. Na década seguinte, StarCraft vendeu mais de 9.5 milhões de cópias ao redor do globo, com 4.5 milhões delas sendo vendidas na Coreia do Sul. Desde o lançamento inicial de StarCraft, a Blizzard Entertainment reportou que seu serviço multiplayer online, Battle.net, cresceu 800%. StarCraft continua um dos jogos mais populares do mundo. Depois do lançamento, StarCraft cresceu rapidamente em popularidade na Coreia do Sul, estabelecendo um cenário profissional. Jogadores profissionais na Coreia do Sul são um nicho de celebridades da mídia e partidas de StarCraft são transmitidas em três canais de televisão dedicados aos jogos eletrônicos. StarCraft recebeu diversos prêmios de Game of the Year, e frequentemente é descrito como um dos melhores jogos de estratégia em tempo real já criados, e amplamente creditado pela popularização do uso de facções únicas e distintas - ao oposto de facções com habilidades e forças iguais - em jogos desse gênero.
Apesar de Insurrection e Retribution não terem sido particularmente bem recebidos, StarCraft: Brood War recebeu críticas positivas, com uma pontuação agregada pela Game Rankings de 96%. A revista PC Zone deu Brood War uma pequena porém lisonjeante review, dizendo que "definitivamente valeu a espera" e também chamou atenção para as cutscenes cinemáticas, afirmando que elas "realmente pareciam fazer parte da história, ao invés de um adendo". A IGN afirmou que as melhorias do Brood War foram "suficientes para enriquecer a jogabilidade sem perder o gosto", enquanto a GameSpot disse que a expansão foi desenvolvida com o mesmo cuidado de um jogo completo.
O lançamento de StarCraft II: Wings of Liberty também foi um sucesso, vendeu mais de 1.8 milhões de cópias nas primeiras 48 horas, quebrando o recorde de maior número de vendas de jogos de estratégia na história, e recebendo reviews positivas com uma pontuação agregada da Game Rankings de 92%, e sendo nomeado a "Melhor Jogo de PC de 2010" pela GameSpot. Pouco depois do lançamento, a Coreia já possui torneios, como por exemplo a Global StarCraft II League.